# Laportea floribunda
Laportea floribunda là loài thực vật có hoa trong họ Tầm ma. Loài này được (Baker) Leandri mô tả khoa học đầu tiên năm 1950.